# Stenalsella testacea
Stenalsella testacea är en insektsart som beskrevs av Evans 1966. Stenalsella testacea ingår i släktet Stenalsella och familjen dvärgstritar. Inga underarter finns listade i Catalogue of Life.